# Goranboy (distriktshuvudort i Azerbajdzjan)
Goranboy (ryska: Геранбой, azerbajdzjanska: Qasım Ismayılov) är en distriktshuvudort i Azerbajdzjan.   Den ligger i distriktet Goranboj, i den centrala delen av landet, 260 km väster om huvudstaden Baku. Goranboy ligger 156 meter över havet och antalet invånare är 7 333.
Terrängen runt Goranboy är huvudsakligen platt, men åt sydväst är den kuperad. Goranboy är det största samhället i trakten.
Trakten runt Goranboy består till största delen av jordbruksmark. Runt Goranboy är det ganska tätbefolkat, med 70 invånare per kvadratkilometer.